# Collegio elettorale di Salerno - Mercato San Severino
Il collegio di Salerno - Mercato S. Severino fu un collegio elettorale uninominale della Repubblica Italiana per l'elezione della Camera dei deputati. Apparteneva alla circoscrizione Campania 2 e fu utilizzato per eleggere un deputato nella XII, XIII e XIV legislatura.
Venne istituito nel 1993 con la cosiddetta Legge Mattarella (Legge n. 277, Nuove norme per l'elezione della Camera dei deputati), attuata in seguito al referendum abrogativo del 1993. La legge istituì per la Camera dei deputati e per il Senato della Repubblica un sistema di elezione misto, in parte maggioritario e in parte proporzionale. Il 75% dei parlamentari dell'assemblea veniva eletto in collegi uninominali tramite sistema maggioritario a turno unico; il restante 25% alla Camera veniva eletto tramite sistema proporzionale con liste bloccate.
Il collegio venne abolito insieme a tutti gli altri che costituivano la Camera con la promulgazione della legge elettorale successiva, la cosiddetta Legge Calderoli. Questa prevedeva un sistema proporzionale con premio di maggioranza, che alla Camera veniva attribuito a livello nazionale.

## Territorio
Il collegio di Salerno - Mercato S. Severino era uno dei 47 collegi uninominali in cui era suddivisa la Campania e, come previsto dal D.Lgs. del 20 dicembre 1993 n. 536, era interamente compreso nella provincia di Salerno e comprendeva i seguenti comuni: Baronissi, Bracigliano, Calvanico, Castiglione del Genovesi, Fisciano, Giffoni Sei Casali, Mercato San Severino, Pellezzano, Salerno, San Cipriano Picentino e San Mango Piemonte.

## Eletti
| Elezione | Elezione | Deputato            | Partito                   |
| -------- | -------- | ------------------- | ------------------------- |
|          | 1994     | Francesco Calvanese | Progressisti (PRC)        |
|          | 1996     | Roberto Manzione    | Polo per le Libertà (CCD) |
|          | 2001     | Tino Iannuzzi       | L'Ulivo (PPI)             |

## Dati elettorali

### XII legislatura

#### Risultati proporzionale
| Coalizioni        | Coalizioni                  | Liste                       | Liste                              | Voti   | %     |
| ----------------- | --------------------------- | --------------------------- | ---------------------------------- | ------ | ----- |
|                   | Progressisti                |                             | Partito Democratico della Sinistra | 11.691 | 17,15 |
|                   | Progressisti                | Rifondazione Comunista      | 3.593                              | 5,27   |       |
|                   | Progressisti                | Federazione dei Verdi       | 2.730                              | 4,00   |       |
|                   | Progressisti                | Partito Socialista Italiano | 1.630                              | 2,39   |       |
|                   | Progressisti                | Alleanza Democratica        | 491                                | 0,72   |       |
| Totale coalizione | Totale coalizione           | 20.135                      | 29,53                              |        |       |
|                   | Alleanza Nazionale          | Alleanza Nazionale          | Alleanza Nazionale                 | 15.514 | 22,76 |
|                   | Forza Italia                | Forza Italia                | Forza Italia                       | 11.245 | 16,49 |
|                   | Patto per l'Italia          |                             | Partito Popolare Italiano          | 6.347  | 9,31  |
|                   | Patto per l'Italia          | Patto Segni                 | 4.192                              | 6,15   |       |
| Totale coalizione | Totale coalizione           | 10.539                      | 15,46                              |        |       |
|                   | Unione Democratica Italiana | Unione Democratica Italiana | Unione Democratica Italiana        | 6.336  | 9,29  |
|                   | Lista Pannella              | Lista Pannella              | Lista Pannella                     | 2.088  | 3,06  |
|                   | Socialdemocrazia            | Socialdemocrazia            | Socialdemocrazia                   | 1.133  | 1,66  |
|                   | Unità Popolare              | Unità Popolare              | Unità Popolare                     | 819    | 1,20  |
|                   | Riformisti Irpini           | Riformisti Irpini           | Riformisti Irpini                  | 182    | 0,27  |
|                   | Alleanza Meridionale        | Alleanza Meridionale        | Alleanza Meridionale               | 182    | 0,27  |
| Totale            | Totale                      | Totale                      | Totale                             | 68.173 |       |

#### Risultati uninominale
|                               | Francesco Calvanese ✔️ Eletto | Progressisti                       | 17 443 | 25,18 |  |  |  |  |  |
|                               | Sergio Valese                 | Alleanza Nazionale                 | 13 581 | 19,60 |  |  |  |  |  |
|                               | Giovanni Citro                | FI - CCD - UDC - PLD               | 11 214 | 16,19 |  |  |  |  |  |
|                               | Renzo Lusetti                 | Patto per l'Italia                 | 11 119 | 16,05 |  |  |  |  |  |
|                               | Giovanni Iuliano              | Unione Democratica Italiana        | 8 338  | 12,04 |  |  |  |  |  |
|                               | Antonio Figliamondi           | La Nostra Terra                    | 4 992  | 7,21  |  |  |  |  |  |
|                               | Vincenzo Scannapieco          | Lista Marco Pannella - Riformatori | 1 735  | 2,50  |  |  |  |  |  |
|                               | Gaetano Criscuolo             | Socialdemocrazia per le Libertà    | 854    | 1,23  |  |  |  |  |  |
| Totale                        | Totale                        | Totale                             | 69 276 | 100   |  |  |  |  |  |
|                               |                               |                                    |        |       |  |  |  |  |  |
| Fonte: Ministero dell'interno |                               |                                    |        |       |  |  |  |  |  |

### XIII legislatura

#### Risultati proporzionale
| Coalizioni        | Coalizioni                         | Liste                                     | Liste                              | Voti   | %     |
| ----------------- | ---------------------------------- | ----------------------------------------- | ---------------------------------- | ------ | ----- |
|                   | Polo per le Libertà                |                                           | Forza Italia                       | 15.109 | 21,87 |
|                   | Polo per le Libertà                | Alleanza Nazionale                        | 14.945                             | 21,63  |       |
|                   | Polo per le Libertà                | CCD-CDU                                   | 5.099                              | 7,38   |       |
| Totale coalizione | Totale coalizione                  | 35.153                                    | 50,88                              |        |       |
|                   | L'Ulivo                            |                                           | Partito Democratico della Sinistra | 12.017 | 17,39 |
|                   | L'Ulivo                            | Popolari per Prodi (PPI-SVP-PRI-UD-Prodi) | 5.917                              | 8,56   |       |
|                   | L'Ulivo                            | Rinnovamento Italiano                     | 3.576                              | 5,18   |       |
|                   | L'Ulivo                            | Federazione dei Verdi                     | 2.334                              | 3,38   |       |
| Totale coalizione | Totale coalizione                  | 23.844                                    | 34,51                              |        |       |
|                   | Progressisti                       |                                           | Rifondazione Comunista             | 5.940  | 8,60  |
|                   | Partito Socialista                 | Partito Socialista                        | Partito Socialista                 | 1.409  | 2,04  |
|                   | Movimento Sociale Fiamma Tricolore | Movimento Sociale Fiamma Tricolore        | Movimento Sociale Fiamma Tricolore | 1.294  | 1,87  |
|                   | Lista Pannella - Sgarbi            | Lista Pannella - Sgarbi                   | Lista Pannella - Sgarbi            | 1.094  | 1,58  |
|                   | Patto per l'Agro                   | Patto per l'Agro                          | Patto per l'Agro                   | 219    | 0,32  |
|                   | Movimento Rinascita Italiana       | Movimento Rinascita Italiana              | Movimento Rinascita Italiana       | 134    | 0,19  |
| Totale            | Totale                             | Totale                                    | Totale                             | 69.087 |       |

#### Risultati uninominale
|                               | Roberto Manzione ✔️ Eletto | Polo per le Libertà | 33 591 | 49,93 |  |  |  |  |  |
|                               | Giuseppe D'Angelo          | Progressisti        | 24 274 | 36,08 |  |  |  |  |  |
|                               | Nicola Botta               | Partito Socialista  | 5 047  | 7,50  |  |  |  |  |  |
|                               | Gerardo Lo Storto          | Fiamma Tricolore    | 4 370  | 6,50  |  |  |  |  |  |
| Totale                        | Totale                     | Totale              | 67 282 | 100   |  |  |  |  |  |
|                               |                            |                     |        |       |  |  |  |  |  |
| Fonte: Ministero dell'interno |                            |                     |        |       |  |  |  |  |  |

### XIV legislatura

#### Risultati proporzionale
| Coalizioni        | Coalizioni              | Liste                   | Liste                                 | Voti   | %     |
| ----------------- | ----------------------- | ----------------------- | ------------------------------------- | ------ | ----- |
|                   | Casa delle Libertà      |                         | Forza Italia                          | 18.419 | 25,94 |
|                   | Casa delle Libertà      | Alleanza Nazionale      | 15.413                                | 21,71  |       |
|                   | Casa delle Libertà      | CCD-CDU                 | 1.521                                 | 2,14   |       |
|                   | Casa delle Libertà      | Nuovo PSI               | 719                                   | 1,01   |       |
| Totale coalizione | Totale coalizione       | 36.072                  | 50,80                                 |        |       |
|                   | L'Ulivo                 |                         | La Margherita (Dem - PPI - RI- UDEUR) | 10.825 | 15,25 |
|                   | L'Ulivo                 | Democratici di Sinistra | 9.005                                 | 12,68  |       |
|                   | L'Ulivo                 | Il Girasole (FdV - SDI) | 1.618                                 | 2,28   |       |
|                   | L'Ulivo                 | Comunisti Italiani      | 1.109                                 | 1,56   |       |
| Totale coalizione | Totale coalizione       | 22.557                  | 31,77                                 |        |       |
|                   | Rifondazione Comunista  | Rifondazione Comunista  | Rifondazione Comunista                | 3.329  | 4,69  |
|                   | Democrazia Europea      | Democrazia Europea      | Democrazia Europea                    | 3.292  | 4,64  |
|                   | Lista Di Pietro         | Lista Di Pietro         | Lista Di Pietro                       | 2.459  | 3,46  |
|                   | Lista Pannella - Bonino | Lista Pannella - Bonino | Lista Pannella - Bonino               | 1.289  | 1,82  |
|                   | Fiamma Tricolore        | Fiamma Tricolore        | Fiamma Tricolore                      | 827    | 1,16  |
|                   | Socialisti Autonomisti  | Socialisti Autonomisti  | Socialisti Autonomisti                | 428    | 0,60  |
|                   | Movimento delle Libertà | Movimento delle Libertà | Movimento delle Libertà               | 270    | 0,38  |
|                   | Liberi e Forti          | Liberi e Forti          | Liberi e Forti                        | 223    | 0,31  |
|                   | Paese Nuovo             | Paese Nuovo             | Paese Nuovo                           | 213    | 0,30  |
|                   | Abolizione scorporo     | Abolizione scorporo     | Abolizione scorporo                   | 36     | 0,05  |
| Totale            | Totale                  | Totale                  | Totale                                | 70.995 |       |

#### Risultati uninominale
|                               | Barbato Iannuzzi ✔️ Eletto | L'Ulivo                | 32 816 | 45,24 |  |  |  |  |  |
|                               | Antonio Marotta            | Casa delle Libertà     | 31 112 | 42,89 |  |  |  |  |  |
|                               | Alberto Vitolo             | Democrazia Europea     | 3 868  | 5,33  |  |  |  |  |  |
|                               | Alessandro D'Arco          | Lista Di Pietro        | 2 375  | 3,27  |  |  |  |  |  |
|                               | Nicola Trotta              | Socialisti Autonomisti | 2 369  | 3,27  |  |  |  |  |  |
| Totale                        | Totale                     | Totale                 | 72 540 | 100   |  |  |  |  |  |
|                               |                            |                        |        |       |  |  |  |  |  |
| Fonte: Ministero dell'interno |                            |                        |        |       |  |  |  |  |  |